# Mariivka, Kompaniivka
Mariivka (în ucraineană Мар`ївка) este localitatea de reședință a comunei Mariivka din raionul Kompaniivka, regiunea Kirovohrad, Ucraina.

## Demografie
Componența lingvistică a localității Mariivka
     Ucraineană (89,93%)
     Rusă (4,98%)
     Alte limbi (1,53%)
Conform recensământului din 2001, majoritatea populației localității Mariivka era vorbitoare de ucraineană (89,93%), existând în minoritate și vorbitori de rusă (4,98%) și armeană (2,64%).